# Kotuj
Il Kotuj (in russo Коту́й?; nell'alto corso conosciuto anche come Sejsi) è un fiume della Russia siberiana settentrionale (Territorio di Krasnojarsk), ramo sorgentizio di destra della Chatanga.
Il fiume ha origine nella sezione orientale dell'altopiano Putorana, una delle numerose regioni di alteterre in cui si articola il vasto altopiano della Siberia centrale. Scorre inizialmente con direzione mediamente sudorientale per alcune centinaia di chilometri; dopo la confluenza dell'affluente Voevolichan piega poi decisamente assumendo direzione nordorientale, quindi settentrionale, scorrendo per tutto il percorso in una regione montagnosa e remota salvo che nell'ultimo tratto, in cui percorre il bassopiano della Siberia settentrionale. Alcuni chilometri a monte del piccolo insediamento di Chatanga, dopo circa 1.400 chilometri di corso, si congiunge alla Cheta, dando origine al fiume Chatanga.
I suoi maggiori affluenti sono Voevolichan, Aganyli, Mojero, Kotujkan, Ėriečka dalla destra idrografica, Čangada, Sabyda e Tukalan dalla sinistra. Attraverso il Sikas'jan riceve anche le acque del lago Essej. A causa del popolamento estremamente basso delle regioni attraversate, il Kotuj non tocca alcun centro urbano di qualche rilievo in tutto il suo corso.
A causa del clima molto rigido delle regioni attraversate, il fiume Kotuj resta ghiacciato usualmente da fine settembre - inizio ottobre fino a fine maggio - primi di giugno; subito dopo il disgelo si verificano le piene, che coincidono con la stagione estiva.

## Galleria d'immagini

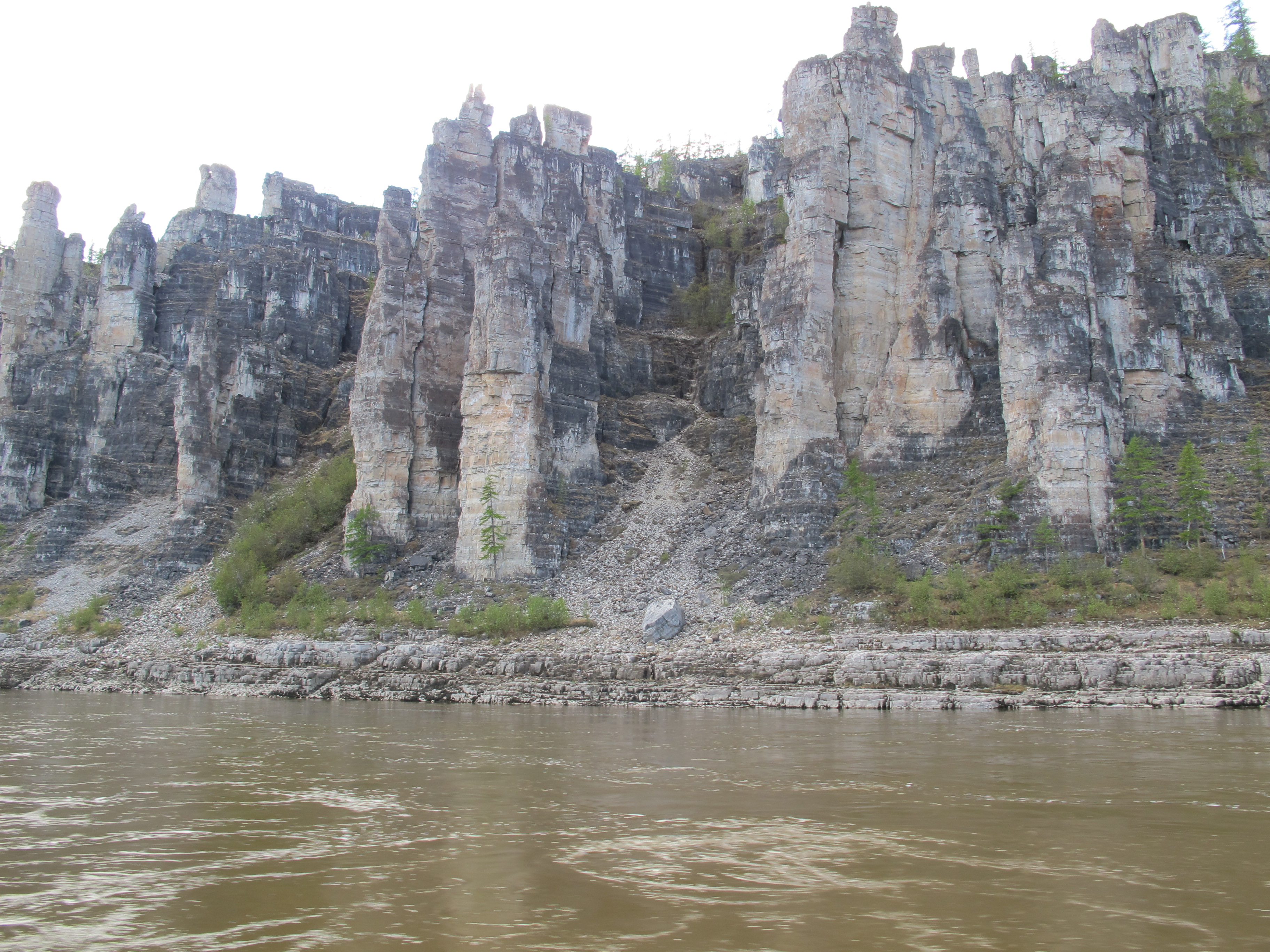
Scogliera sul fiume Kotuj
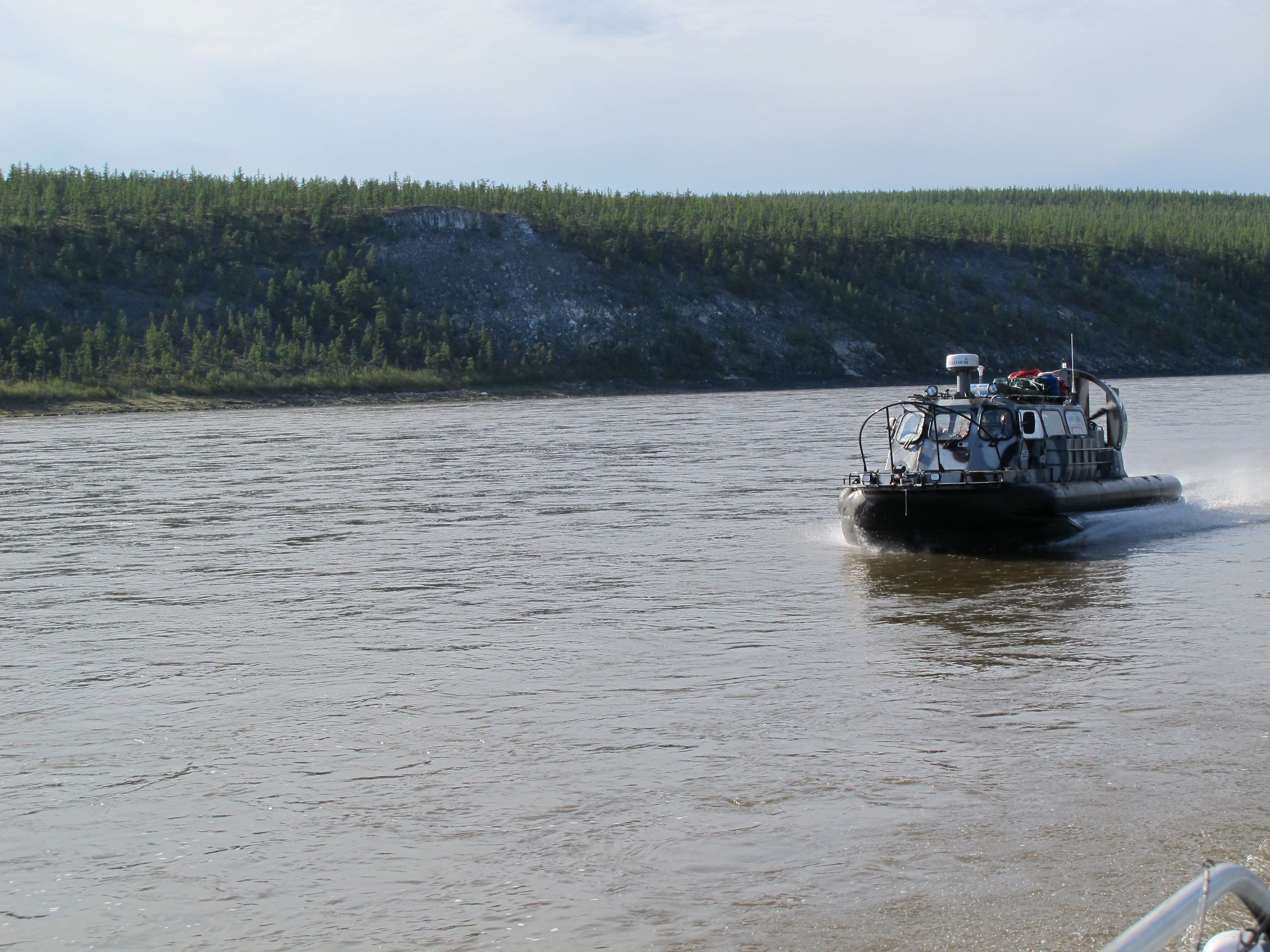
In aliscafo per Hivus-10 sul fiume Kotuj
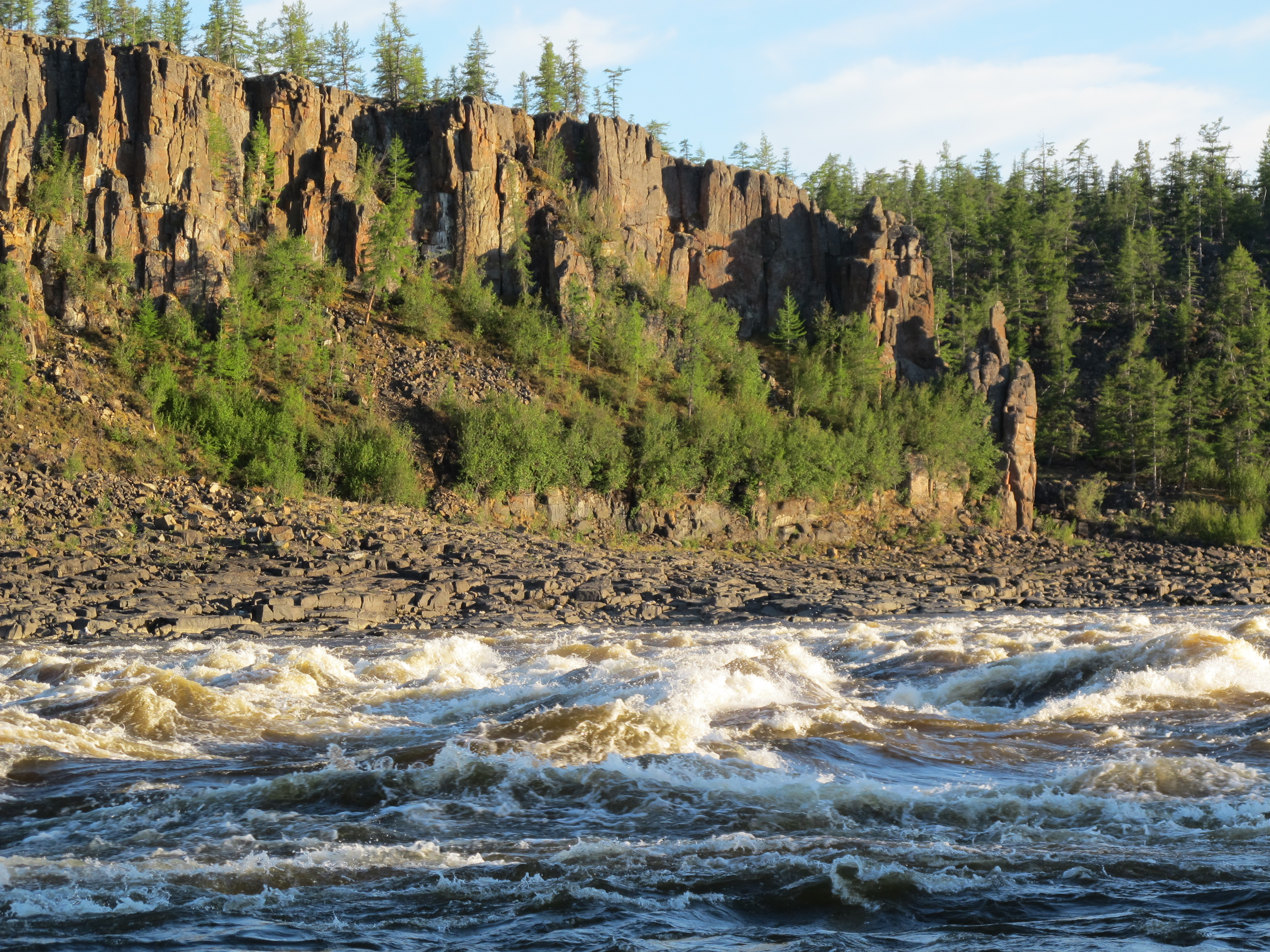
Rapide sul fiume Kotuj